# Maurice Kraitchik
Maurice Kraitchik (1882-1957) was een Belgisch wiskundige die een bijzondere interesse had voor wiskundige puzzels. Hij publiceerde tussen 1931 en 1939 het eerste tijdschrift dat uitsluitend aan wiskundige spelletjes en raadsels gewijd was: Le Sphinx.
In augustus 1935 organiseerde hij in Brussel een eerste Internationaal congres over wiskundige puzzels. Een tweede congres volgde in Parijs in 1937.
- Bibliothèque nationale de France: cb11152146k (data)
- Gemeinsame Normdatei: 117730114
- International Standard Name Identifier: 0000 0001 1083 0364
- Library of Congress Control Number: n86869802
- Nationale Bibliotheek van Israël: 987007297786205171
- Nederlandse Thesaurus van Auteursnamen: 137069782
- Système universitaire de documentation: 081270062
- Virtual International Authority File: 110907546
- WorldCat: E39PBJdGKT73Tbb9fggY4WpgKd